# Antah
Antah (o Anta) è una suddivisione dell'India, classificata come municipality, di 26.779 abitanti, situata nel distretto di Baran, nello stato federato del Rajasthan. In base al numero di abitanti la città rientra nella classe III (da 20.000 a 49.999 persone).

## Geografia fisica
La città è situata a 25° 8' 60 N e 76° 17' 60 E e ha un'altitudine di 252 m s.l.m..

## Società

### Evoluzione demografica
Al censimento del 2001 la popolazione di Antah assommava a 26.779 persone, delle quali 14.050 maschi e 12.729 femmine. I bambini di età inferiore o uguale ai sei anni assommavano a 4.640, dei quali 2.442 maschi e 2.198 femmine. Infine, coloro che erano in grado di saper almeno leggere e scrivere erano 16.210, dei quali 9.994 maschi e 6.216 femmine.